# Al-Mafraq
al-Mafraq (arabiska: المفرق) är en provinshuvudort i Jordanien. Den ligger i provinsen al-Mafraq, i den norra delen av landet, 50 km nordost om huvudstaden Amman. Antalet invånare är omkring 57 000.